# Birger Maertens
Birger Maertens (ur. 28 czerwca 1980 w Brugii) – piłkarz belgijski, grający na pozycji środkowego obrońcy.

## Kariera
Maertens pierwsze piłkarskie kroki stawiał w szkółce piłkarskiej Club Brugge w 1994 roku. W 2001 roku Birger został włączony do pierwszej kadry zespołu i w ciągu 7 lat gry rozegrał ponad 160 spotkań w belgijskiej Eerste Klasse, zdobywając 3 razy Puchar Belgii, 4 razy Superpuchar Belgii i 2 razy Mistrzostwo Belgii.
25 czerwca 2008 roku Maertens zdecydował się podpisać trzyletni kontrakt z holenderskim Heraclesem Almelo.
14 grudnia 2008 roku w meczu ze Spartą Rotterdam Birger doznał poważnej kontuzji pachwiny, która wyeliminowała go z gry w 2 kolejnych meczach. w Heraclesie grał do 2012. Z kolei w latach 2012-2015 grał w KVC Westerlo.

## Kariera reprezentacyjna
12 października 2005 roku Maertens zadebiutował w barwach reprezentacji Belgii w spotkaniu z Litwą. Był to jego jedyny mecz w kadrze narodowej.